# Махендр Досіа
Махендр Досіа (Mahendr Dosia) — маврикійський дипломат. Надзвичайний і Повноважний Посол Маврикій в Україні за сумісництвом.

## Життєпис
Фахівець з економіки та соціології. Сім з половиною років працював учителем у Зімбабве..
З 25 липня 2006 року — Надзвичайний і Повноважний Посол Республіки Маврикій в РФ та в інших країнах СНД за сумісництвом.
З 3 березня 2008 року — Надзвичайний і Повноважний Посол Республіки Маврикій в Україні за сумісництвом.

## Сім'я
Син закінчив Російський університет дружби нардів, інститут готельного бізнесу і туризму.